# Palazzi di Pisa
La città di Pisa è ricca di palazzi di interesse storico e architettonico, nel centro storico propriamente detto, nell'area urbana al di fuori delle mura e nelle varie frazioni.

## Centro storico

### Quartiere di Santa Maria
Piazza dei Miracoli

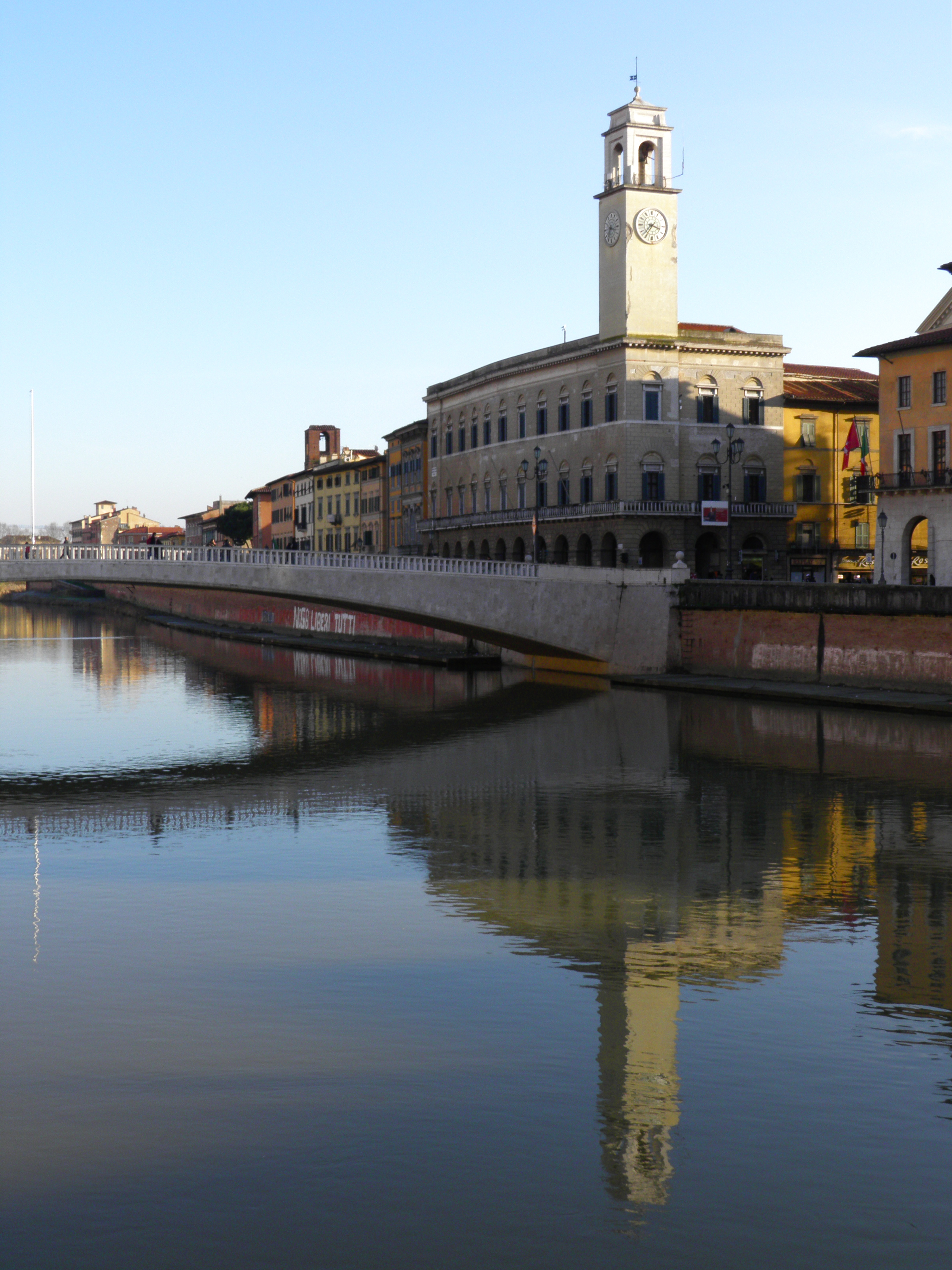
Il Palazzo Pretorio con la torre dell'orologio

- Palazzo dell'Opera della Primaziale Pisana
- Spedale di Santo Spirito, oggi parte degli Spedali Riuniti di Santa Chiara e sede museale
- Museo dell'Opera del Duomo, già palazzo del Capitolo, Seminario, accademia d'arte, residenza privata e convento di clausura.

Piazza Carrara
- Collegio Ricci (scomparso)
- Palazzo del Pellegrino, sede dell'Intendenza di Finanza
- Palazzo Mazzarosa
- Palazzo Ricci, già Palazzo dello Scrittoio delle I. R. Fabbriche
- Teatro Ernesto Rossi

Piazza dei Cavalieri
- Palazzo della Carovana
- Palazzo dell'Orologio
- Palazzo del Collegio Puteano
- Palazzo del Consiglio dei Dodici
- Palazzo della Canonica

Lungarno Pacinotti
- Palazzo ex ENEL
- Palazzo Tobler sul Lungarno
- Palazzo Reale, che ingloba l'antico Palazzo e torre Gaetani o de cantone
- Palazzo Prini-Aulla
- Palazzo Vitelli
- Palazzo alla Giornata o Lanfreducci, sede del rettorato dell'Università di Pisa.
- Hotel Nettuno
- Palazzo Agostini, noto anche come Palazzo Rosso o Palazzo dell'Ussero
- Cinema Lumière
- Palazzo Tilli
- Hotel Royal Victoria
- Torre del Lungarno Pacinotti
- Locanda delle Tre Donzelle, all'angolo con piazza Garibaldi

Altri edifici
- Palazzo Arcivescovile
- Palazzo della Sapienza, piazza Dante
- Palazzo della Cassa di Risparmio, piazza Dante
- Palazzo Matteucci, piazza Torricelli
- Palazzo della Carità, via Paoli
- Casa Pierucci, tra via Curtatone e Montanara e piazza San Frediano
- Casino dei Nobili, piazza Garibaldi
- Palazzo Boilleau, via Santa Maria
- Palazzo Curini, via Santa Maria
- Palazzo Venera, via Santa Maria
- Palazzo Agonigi da Scorno, via Santa Maria
- Domus Galileana, via Santa Maria
- Casa Miniati, via Santa Maria, angolo con via Volta
- Palazzo Quaratesi, via Santa Maria
- Palazzo delle Vedove, via Santa Maria
- Casa Rasponi dalle Teste, angolo tra via Serafini e via della Sapienza
- Palazzo D'Ancona, via Consoli del Mare
- Palazzo Quarantotti, via Tavoleria
- Palazzo del Podestà, via Ulisse Dini
- Casa Vanni, tra Borgo Stretto e via Notari
- Palazzo Tobler, via Oberdan (Borgo Largo)
- Palazzo Del Nicchio-Milani, via Oberdan (Borgo Largo)
- Palazzo del liceo artistico Francesco Russoli
- Palazzo del Castelletto, piazza del Castelletto
- Torre del Campano
- Torre De Cantone
- Torri di via Cavalca
- Casa torre di via Ulisse Dini

### Quartiere di San Francesco
- Torre dei Visconti
- Casa Agostini della Seta
- Teatro Verdi
- Scuola superiore di studi universitari e di perfezionamento Sant'Anna
- Cinema Teatro Lux
- Complesso Marzotto
- Complesso di San Michele in Borgo
- Palazzo di Giustizia
- Palazzo Ruschi, piazza D'Ancona
- Palazzo Poschi, tra Borgo Stretto e via San Francesco
- Palazzo Bocca, tra Borgo Stretto e via Mercanti

Lungarno Mediceo
- Palazzo Medici o Appiano
- Palazzo Toscanelli
- Palazzo Roncioni
- Palazzo Grassi

### Quartiere di Sant'Antonio
- Casa Gualandi
- Casa del Nero
- Logge di Banchi
- Palazzo Alliata
- Palazzo Gambacorta, corso Italia 58
- Palazzo Mastiani Brunacci, corso Italia
- Palazzo Mosca
- Palazzo Gambacorti, sede dell'amministrazione comunale.
- Palazzo Giuli Rosselmini Gualandi, sede della Fondazione Cassa di Risparmio di Pisa e del centro d'arte Palazzo Blu.
- Palazzo Venerosi Pesciolini, corso Italia

### Quartiere di San Martino
- Casa Tizzoni
- Condominio Corti di San Domenico (Roberto Mariani)
- Palazzo Carranza
- Palazzo Cevoli
- Palazzo del Torto
- Palazzo dei Cavalieri di Malta
- Palazzo Salviati
- Palazzo Simoneschi, corso Italia
- Palazzo Vincenti, corso Italia

Lungarno Mediceo
- Palazzo Pretorio
- Palazzo Franchetti
- Palazzo Lanfranchi, sede del Museo della Grafica.

## Area urbana
- Ex convento dei "Frati Bigi"
- Compendio San Silvestro, piazza San Silvestro
- Palazzo INAIL
- Palazzo delle Poste
- Palazzo della Provincia, già Palazzo Littorio
- Palazzo della Camera di Commercio
- Palazzo dei Congressi
- Stazione ferroviaria
- Stazione Leopolda
- Villa di Maio
- Casa per abitazioni a Cisanello
- Clinica Ortopedica Putti
- Complesso Marchesi
- Scuola Reale di Ingegneria

## Frazioni e località
- Colonie marine (Calambrone)
  - Colonia Firenze
  - Colonia Principi di Piemonte
  - Colonia Vittorio Emanuele II
  - Colonia dei Fasci Italiani all'Estero
  - Colonia Rosa Maltoni Mussolini
  - Colonia Regina Elena
- Villa Medicea di Coltano (Coltano)
- Villa Albites (Marina di Pisa)
- Villa Bondi, in piazza Baleari (Marina di Pisa)
- Villa Galli Dunn (Marina di Pisa)
- Palazzo Carovigno, in piazza Gorgona (Marina di Pisa)
- Scuola Media Gamerra (Putignano)
- Villa del Gombo (San Rossore)
- Bagno Imperiale (Tirrenia)
- Stabilimenti cinematografici Pisorno (Tirrenia)